# Paracerviniella denticulata
Paracerviniella denticulata är en kräftdjursart som beskrevs av Brodskaya 1963. Paracerviniella denticulata ingår i släktet Paracerviniella och familjen Cerviniidae. Inga underarter finns listade i Catalogue of Life.